# Меноміні (округ, Мічиган)
Шаблон:StateAbbr_ 45°31′ пн. ш. 87°32′ зх. д. / 45.52° пн. ш. 87.53° зх. д.
Округ Меноміні (англ. Menominee County) — округ (графство) у штаті Мічиган, США. Ідентифікатор округу 26109.

## Історія
Округ утворений 1861 року.

## Демографія
За даними перепису
2000 року
загальне населення округу становило 25326 осіб, зокрема міського населення було 9167, а сільського — 16159.
Серед мешканців округу чоловіків було 12595, а жінок — 12731. В окрузі було 10529 домогосподарств, 7006 родин, які мешкали в 13639 будинках.
Середній розмір родини становив 2,91.
Віковий розподіл населення поданий у таблиці:
| Стать    | До 15 років | 15-21 | 22-29 | 30-39 | 40-49 | 50-65 | 65-85 | Понад 85 |
| -------- | ----------- | ----- | ----- | ----- | ----- | ----- | ----- | -------- |
| Чоловіки | 2499        | 1235  | 968   | 1717  | 2138  | 2153  | 1689  | 196      |
| Жінки    | 2393        | 1139  | 877   | 1640  | 2066  | 2109  | 2122  | 385      |

## Суміжні округи
- Маркетт — північ
- Делта — північний схід
- Дор, Вісконсин — південний схід
- Марінетт, Вісконсин — південний захід
- Дікінсон — північний захід

## Виноски
1. ↑  US Decennial Census. US Census Bureau. Архів оригіналу за 4 квітня 2018. Процитовано 27 вересня 2014.
2. ↑  Historical Census Browser. University of Virginia Library. Архів оригіналу за 1 вересня 2019. Процитовано 27 вересня 2014.
3. ↑  Population of Counties by Decennial Census: 1900 to 1990. US Census Bureau. Архів оригіналу за 15 листопада 2018. Процитовано 27 вересня 2014.
4. ↑  Census 2000 PHC-T-4. Ranking Tables for Counties: 1990 and 2000 (PDF). US Census Bureau. Архів оригіналу (PDF) за 6 вересня 2019. Процитовано 27 вересня 2014.
5. ↑  State & County QuickFacts. US Census Bureau. Архів оригіналу за 14 липня 2011. Процитовано 28 серпня 2013.(англ.) Наведено за англійською вікіпедією.
6. ↑  American FactFinder. Бюро перепису населення США. Архів оригіналу за 26 лютого 2012. Процитовано 31 січня 2008.

| США | Це незавершена стаття з географії США. Ви можете допомогти проєкту, виправивши або дописавши її. |